# Brighton International 1995
Brighton International 1995 — жіночий тенісний турнір, що проходив на закритих кортах з килимовим покриттям Брайтонського центру в Брайтоні, Англія. Належав до турнірів 2-ї категорії в рамках Туру WTA 1995. Відбувсь увісімнадцяте й востаннє і тривав з 17 жовтня до 22 жовтня 1995 року. Четверта сіяна Мері Джо Фернандес, яка розпочала змагання завдяки вайлд-кард, здобула титул в одиночному розряді й отримала 79 тис. доларів США.

## Фінальна частина

### Одиночний розряд
Мері Джо Фернандес —  Аманда Кетцер 6–4, 7–5
- Для Фернандес це був 2-й титул в одиночному розряді за рік і 6-й — за кар'єру.

### Парний розряд
Мередіт Макґрат /  Лариса Савченко —  Лорі Макніл /  Гелена Сукова 7–5, 6–1

## Розподіл призових грошей
| Дисципліна       | П       | Ф       | ПФ      | ЧФ     | 1/8    | 1/16   |
| Одиночний розряд | $79,000 | $35,000 | $17,700 | $9,325 | $4,900 | $2,570 |